# Стратегия операций в киберпространстве министерства обороны США
Стратегия операций в киберпространстве министерства обороны США (англ. The 2011 U.S. Department of Defense Strategy for Operating in Cyberspace) — документ министерства обороны США 2011 года, содержащий оценку проблем и возможностей, возникающих в связи с ростом значения информационных технологий для военных, разведывательных операций и бизнеса. Полный текст документа объёмом в 40 страниц засекречен, в июле 2011 года был опубликован для широкого доступа его 19-страничный релиз, где описан стратегический контекст и пять «Стратегических инициатив», описывающих миссию Пентагона в киберпространстве.

## Стратегический контекст
Описание стратегического контекста содержит набор «стратегических преимуществ в киберпространстве», к которым относятся оперативная связь и возможности обмена информацией и знаниями в сфере информационных технологий, в том числе осуществление экспертиз в сфере кибербезопасности. Дополнительный акцент делается на развитие международного сотрудничества США в киберпространстве в рамках международного взаимодействия, коллективной самообороны, а также установление международных норм, регулирующих киберпространство.

## Киберугрозы
Документ начинается с обсуждения текущих киберугроз, охватывая далее более широкий контекст. Отмечено, что широкая доступность различных хакерских программ, способных при незначительных затратах ресурсов причинить непропорционально большой урон, представляет значимы угрозу для национальной безопасности США. Приводится анализ внешних и внутренних угроз, уязвимостей цепочек поставок и угроз для оперативной деятельности министерства обороны. Кроме того, документ упоминает, что министерство обороны должно предпринять «согласованные действия государственных и негосударственных организаций для пресечения несанкционированного доступа к своим компьютерным сетям и системам». Документ оценивает быстро возникающие угрозы как сложные и критически важные для национальной и экономической безопасности.

## Стратегические инициативы
В свете рисков и возможностей, возникающих у министерства обороны и администрации США при использовании киберпространства, документ содержит пять стратегических инициатив, реализация которых позволит «эффективно действовать в киберпространстве, защищать национальные интересы и обеспечивать интересы национальной безопасности».
2 марта 2023 года администрация США представила национальную стратегию кибербезопасности (National Cybersecurity Strategy), в которой упомянуты правительства России, Китая, Ирана и КНДР как «агрессивно использующие кибервозможности для преследования целей, которые угрожают национальной безопасности и экономическому процветанию США».

### Стратегическая инициатива 1
«Использовать киберпространство в качестве оперативного пространства, организовать его оснащение и тренировки персонала так, чтобы министерство обороны могло в полной мере воспользоваться потенциалом киберпространства».
Согласно документу, эта инициатива позволяет Пентагону «организовать обучение и оснащение киберпространстве так же, как это делается в авиационных, наземных и морских частях, чтобы защищать интересы национальной безопасности». Ещё в 2010 году было создано Кибернетическое командование США как подразделение Стратегического командования США для координации киберкомандований армии, флота, авиации, береговой охраны и морской пехоты. Кибернетическое командование США организационно совмещено с Агентством национальной безопасности (командующий Кибернетическим командованием занимает одновременно пост главы АНБ).

### Стратегическая инициатива 2
«Применять новые концепции защиты для защиты компьютерных сетей и систем министерства обороны».
Эта инициатива включает использование лучших практик «кибергигиены», включая обновлённое программное обеспечение и совершенствование управления компьютерными сетями. Министерство обороны предпримет меры по повышению квалификации кадров, улучшению отчётности, внутреннего контроля и возможностей управления информационными потоками для снижения уровня внутренних угроз. Кроме того, будут предприняты шаги по активизации защиты для предотвращения вторжений, а также разработке новых концепций защиты сетей и вычислительных архитектур, включая мобильные СМИ и безопасные облачные вычисления, с целью своевременного обеспечения безопасности быстро меняющимся устройствам и приложениям.

### Стратегическая инициатива 3
«Партнерство с другими американскими правительственными ведомствами и учреждениями и частным сектором в интересах общенациональной стратегии кибербезопасности».
Многие критически важные функции министерства обороны зависят от бизнес-партнеров, включая Интернет-провайдеров и глобальных цепочек поставок, что порождает риски, которые министерство обороны планирует снижать совместно с министерством национальной безопасности. Совместное планирование этих двух ведомств позволит увеличить эффективность мероприятий в киберпространстве, при защите частной жизни граждан и гражданских свобод, а также и сэкономить бюджетные средства.
Ещё в 2007 году министерство обороны США запустило Программу кибербезопасности и обеспечения сохранности информации в оборонной промышленности (англ. Defense Industrial Base Cyber Security and Information Assurance program).
Министерство обороны также организовало пилотный проект в формате государственно-частного партнёрства в целях расширения обмена информацией, направленный на разработку решений для повышения кибербезопасности.

### Стратегическая инициатива 4
«Выстроить надежные отношения с союзниками США и другими международными партнерами в целях усиления общей кибербезопасности».
Поддерживая Международную стратегию США в киберпространстве, министерство обороны будет стремиться установить надёжные отношения с зарубежными партнёрами для выработки мер самообороны и коллективного сдерживания киберугроз. Это включает разработку международных норм и принципов действий в киберпространстве, сдерживания вредоносных акторов и защиту жизненно важных национальных активов. Запланированные министерством мероприятия предполагают проведение совместного обучения специалистов, обмен передовым опытом и развитие механизмов сотрудничества.

### Стратегическая инициатива 5
«Увеличить изобретательность нации благодаря высокому профессионализму кадров и быстрым технологическим инновациям».
Министерство обороны намерено использовать лучшие научные, академические и экономические ресурсы США для формирования корпуса квалифицированных кадров, как военных, так и гражданских, для работы в киберпространстве и достижения заявленных в доктрине целей.
Министерство обороны выдвигает следующие 5 принципов для реализации данной инициативы:
- Скорость является одним из важнейших приоритетов;
- Рост разработки и тестирования программных продуктов;
- Отсроченная кастомизация для скорейшего постепенного улучшения;
- Различные уровни надзора, основанные на приоритете критически важных систем;
- Меры по повышению безопасности аппаратного и программного обеспечения.

Министерство обороны намерено использовать возможности малого и среднего бизнеса, и работать с предпринимателями в сфере инновационных технологий. Целевые инвестиции и создание совместных предприятий позволит министерству обороны быстро развивать значимые инновационные технологии.
Министерство обороны также организовало через DARPA проект National Cyber Range, целью которого является быстрое создание моделей компьютерных сетей военного назначения, предназначенных для тестирования и имитационного моделирования новых технологий.
Одним из важнейших приоритетов доктрины является подготовка и сохранение квалифицированных кадров в ИТ-сфере. Министерство обороны осуществит упорядочение найма ИТ-специалистов, обеспечивая переток между государственным и частным секторами. Специальные мероприятия будут проведены в части подготовки ИТ-специалистов Национальной гвардии и резервистов.

## Освещение в СМИ
Публикации в китайских СМИ расценивают доктрину как инструмент усиления американской гегемонии. Так, по оценке Ли Шушэня, научного сотрудника Академии военных наук КНР, доктрина является «принципиальной попыткой США сохранить своё беспрецедентное глобальное военное превосходство». Ли отметил, что стратегия «явно направлена на суверенные государства в качестве объектов кибератак». Согласно оценке президента Пекинского университета почты и телекоммуникаций Фан Бинсиня, США «делают акцент на наступательную, а не оборонительную сторону кибервойны», и, следовательно, могут «достигать своих политических и военных цели, в том числе осуществлять вмешательство во внутренние дела других стран и военное вторжение, путём использования технологических возможностей Интернета».
На следующий день после публикации доктрины Голос России опубликовал статью с упоминанием, что компьютерная сеть Пентагона была успешно взломана в марте 2011 года. Автор статьи предположил, что документ Пентагона мог быть принят только для того чтобы получить поддержку для новой программы киберзащиты. Автор также отмечает, что этот документ подвергся серьёзной критике, и приходит к выводу, что в свете недавних компьютерных атак на Пентагон американская общественность должна быть гораздо более лояльной к спорной стратегии.
Новостной ресурс CRN News.com привёл мнения ряда американских экспертов в области кибербезопасности, которые считают, что опубликованная стратегия «слишком расплывчата, ресурсно не обеспечена и, по-видимому, не будет гарантировать немедленного будущего всплеска». Кроме того, эксперты по безопасности расценивают планы Пентагона по привлечению ИТ-специалистов из частного сектора как фактор риска для общенационального технологического развития.
Австралийский сайт CRN News.com Australia опубликовал релиз о стратегии операций в киберпространстве, рассматривая киберпространство в качестве пятой сферы ведения боевых действий (после наземного, водного, воздушного и космического пространств).